# Municipio de Golden (Dakota del Norte)
El municipio de Golden (en inglés: Golden Township) es un municipio ubicado en el condado de Walsh en el estado estadounidense de Dakota del Norte. En el año 2010 tenía una población de 101 habitantes y una densidad poblacional de 1,08 personas por km².

## Geografía
El municipio de Golden se encuentra ubicado en las coordenadas 48°24′43″N 97°51′11″O / 48.41194, -97.85306. Según la Oficina del Censo de los Estados Unidos, el municipio tiene una superficie total de 93.25 km², de la cual 92,71 km² corresponden a tierra firme y (0,58 %) 0,54 km² es agua.

## Demografía
Según el censo de 2010, había 101 personas residiendo en el municipio de Golden. La densidad de población era de 1,08 hab./km². De los 101 habitantes, el municipio de Golden estaba compuesto por el 100 % blancos. Del total de la población el 0 % eran hispanos o latinos de cualquier raza.